# Club Valencia Malé
Club Valencia Malé Is een Maldivische voetbalclub in Malé. De club is opgericht in 1979 en is een van de beste clubs uit de Maldiven, samen met New Radiant en Victory SC.

## Selectie
- Rameez
- Anwar Abdul Ghani
- Sabah Mohamed Ibrahim
- Hussain Luthfy
- Mohamed Shaffaz
- Hussain Adeel
- Hussain Habeeb
- Ashraf Nazeeh
- Ahmed Luthfy
- Ali Shiham
- Mukhthar Naseer
- Adam Abdulativ
- Ahmed Firaz Moosa
- Mohammed Nizam
- Mohamed Areesh
- James Disimara
- Mohamed Wahid
- Felix Abogei

## Erelijst
- Dhivehi League
- 1983, 1984, 1985, 1994, 1998, 1999

- Maldivisch Beker
- 1988, 1995, 1999, 2004

- Maldives Cup Winners' Cup
- 1996, 1997, 1998, 2004, 2005, 2007

- POMIS Cup
- 1992, 1996, 2001